# 1998 w polityce

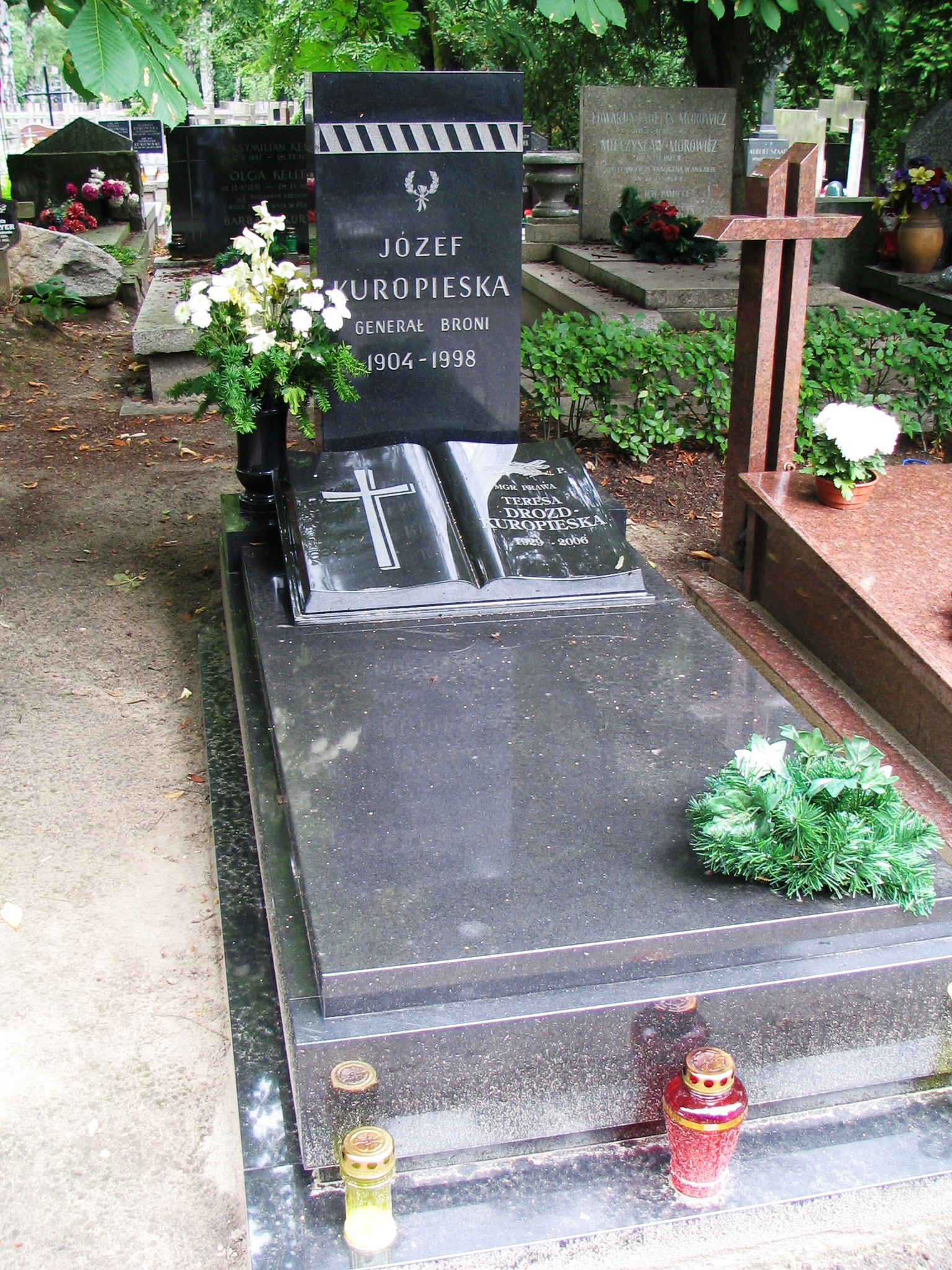
Nagrobek generała Józefa Kuropieski

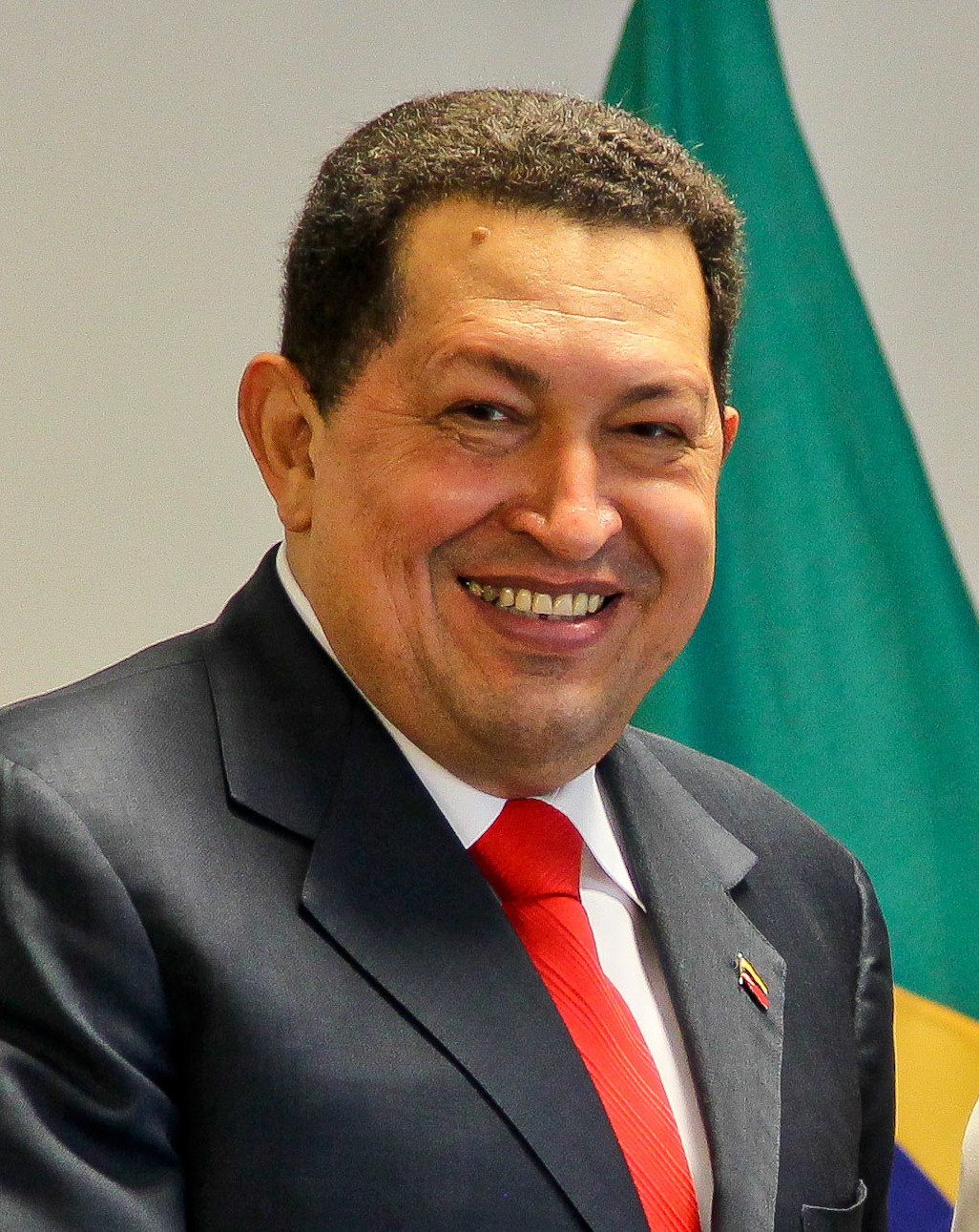
Hugo Chávez

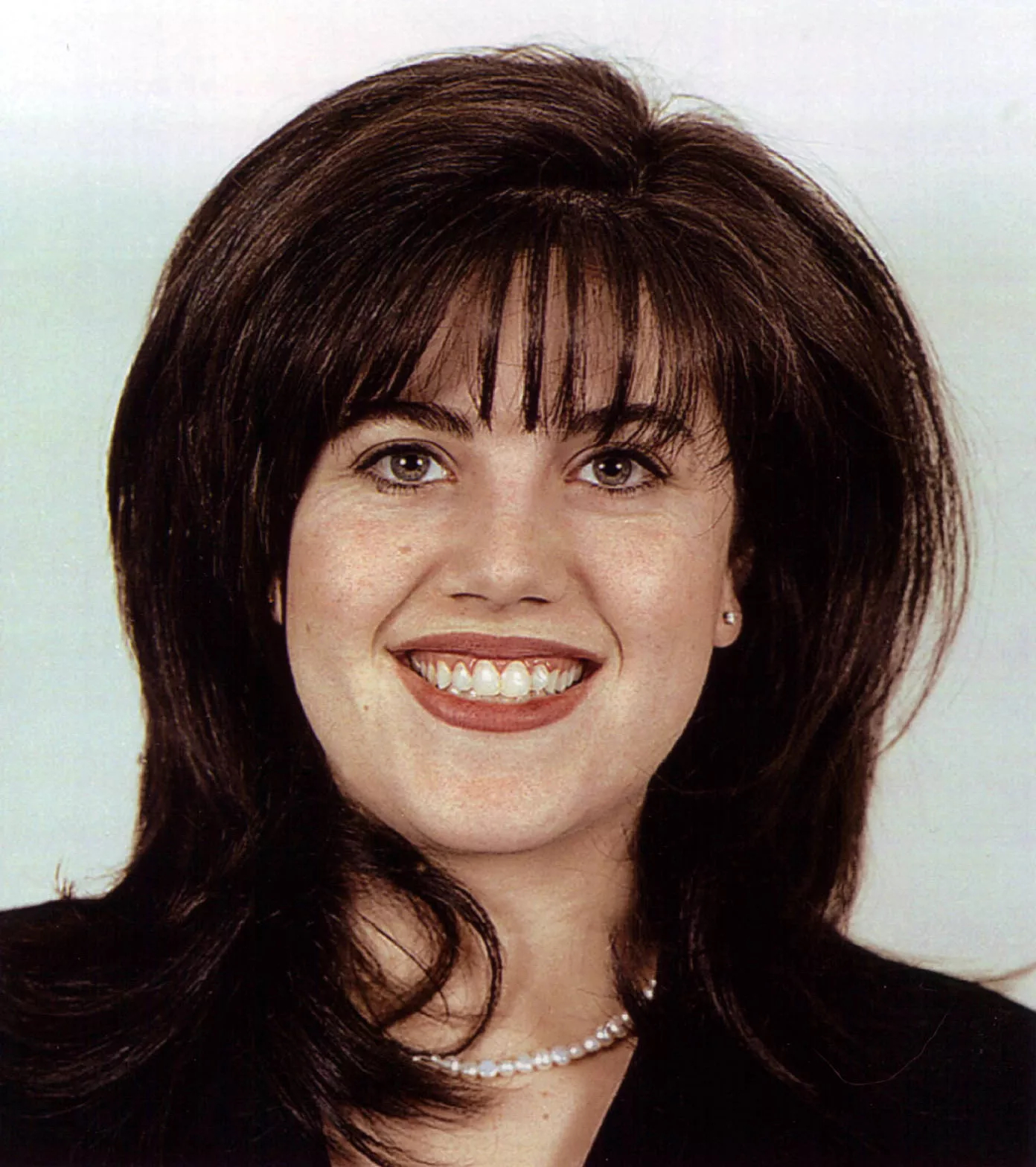
Monica Lewinsky

Wydarzenia polityczne w 1998 roku.

## Styczeń
- 4 stycznia – wybory prezydenckie na Litwie wygrał Valdas Adamkus[1].
- 17 stycznia – prawicowy portal Drudge Report ujawnił tak zwaną aferę rozporkową z udziałem prezydenta Billa Clintona i Moniki Lewinsky[2][3].
- 20 stycznia – prezydent Aleksander Kwaśniewski powołał pierwszy skład Radę Bezpieczeństwa Narodowego[4].
- 20 stycznia – wybory prezydenckie w Czechach wygrał Václav Havel[1].

## Marzec
- 22 marca – w Republice Kosowa zakończyły się wybory parlamentarne i prezydenckie. Wybory parlamentarne wygrała Demokratyczna Liga Kosowa, a szefem państwa został Ibrahim Rugova[1].

## Kwiecień
- 10 kwietnia – w Belfaście przedstawiciele protestanckiej Partii Unionistów Ulsteru i katolickiej Socjaldemokratycznej Partii Pracy zawarli porozumienie na temat pokoju w Irlandii Północnej[1].
- 15 kwietnia – zmarł Pol Pot, przywódca Czerwonych Khmerów, dyktator Kambodży[5].

## Maj
- 29 maja – zmarł Barry Goldwater, polityk amerykański[6].

## Czerwiec
- 25 czerwca – został zastrzelony generał policji Marek Papała[7].

## Sierpień
- 7 sierpnia – nieznani terroryści zaatakowali ambasady Stanów Zjednoczonych w Dar es-Salam (Tanzania) i Nairobi (Kenia). Kilka dni później złapano podejrzanego o udział w zamachu obywatela Arabii Saudyjskiej, powiązanym z Osamą bin Ladenem[1].
- 17 sierpnia – Bill Clinton publicznie przyznał się do romansu z Monicą Lewinsky[1].
- 31 sierpnia – zmarł Józef Kuropieska, generał i polityk, parlamentarzysta[8].

## Wrzesień
- 6 września – premier Pakistanu Nawaz Sharif przyjął poprawki do konstytucji, które usankcjonowały zasady szariatu w życiu społecznym[1].
- 27 września – w Niemczech zakończyły się wybory do Reichstagu. Zwyciężyła Socjaldemokratyczna Partia Niemiec, która utworzyła koalicję z Partią Zieloni. Nowym kanclerzem Niemiec został Gerhard Schröder[1].

## Październik
- 29 października – Andrzej Gołaś został prezydentem Krakowa[9].

## Listopad
- 22 listopada – zmarł Mikołaj Kozakiewicz, socjolog i polityk, marszałek Sejmu RP[10].

## Grudzień
- 6 grudnia – Hugo Chávez wygrał wybory prezydenckie w Wenezueli[11].
- 10 grudnia – Pokojową Nagrodę Nobla otrzymali David Trimble i John Hume[1].